# 中村道
中村 道（なかむら おさむ、1941年 - 2008年）は、日本の法学者。専門は国際法。神戸大学名誉教授。元中部大学国際関係学部国際関係学科教授。

## 略歴
1941年、東京都生まれ。父は弁護士である中村吉郎（後に学校法人青風塾を創立）。1964年、京都大学大学院法学研究科修士課程修了。
1991年4月から2005年3月まで、神戸大学大学院法学研究科教授。2005年3月定年退職、神戸大学名誉教授。4月より、中部大学国際関係学部国際関係学科教授。2008年、神戸市灘区にて逝去。

## 著作
- 『国際機構法の研究』（東信堂、2009年） ISBN 978-4-88713-928-2

### 共著
- 国際法学会編『国際関係法辞典 第2版』（三省堂、2005年） ISBN 978-4-385-15751-1
- 安藤仁介・中村道・位田隆一編『21世紀の国際機構：課題と展望』（東信堂、2004年） ISBN 978-4-88713-556-7
- 「条約法条約の紛争解決条項に対する留保-日本の異議を手掛かりとして」山手治之・香西茂編『21世紀国際社会における人権と平和：国際法の新しい発展をめざして 上巻』（東信堂、2003年）
- 国際法事例研究会著『日本の国際法事例研究5 条約法』（慶應義塾大学出版会、2001年） ISBN 978-4-7664-0843-0